# Derivación de las ecuaciones de Navier-Stokes
La intención de este artículo es resaltar los puntos importantes de la derivación de las ecuaciones de Navier-Stokes, así como su aplicación y formulación para diferentes familias de fluidos.

## Hipótesis básicas
Las ecuaciones de Navier-Stokes se basan en la suposición de que el fluido, en la escala de interés, es un elemento continuo, una sustancia continua en lugar de un conjunto de partículas discretas. Otra suposición necesaria es que todos los  campos de interés incluyendo presión, velocidad de flujo, densidad, y temperatura son diferenciables, al menos débilmente.
Las ecuaciones se deducen de los principios básicos de la continuidad de masa, de la cantidad de movimiento y de la conservación de la energía. A veces es necesario considerar un volumen arbitrario finito, llamado volumen de control, sobre el cual estos principios pueden ser aplicados. Este volumen finito se denota por {\displaystyle \Omega } y su superficie delimitadora {\displaystyle \partial \Omega }. El volumen de control puede permanecer fijo en el espacio o puede moverse con el fluido.

## Derivada material
Los cambios en las propiedades de un fluido en movimiento pueden medirse de dos maneras diferentes. Una puede medir una propiedad determinada ya sea realizando la medición en un punto fijo del espacio como partículas del fluido que pasan, o siguiendo una parcela de fluido a lo largo de su línea de corriente. La derivada de un campo con respecto a una posición fija en el espacio se denomina derivada  euleriana, mientras que la derivada que sigue a una parcela en movimiento se denomina derivada advectiva o material (Lagrangiana [1]).
La derivada material se define como el operador no lineal:
{\displaystyle {\frac {D}{Dt}}\ {\stackrel {\mathrm {def} }{=}}\ {\frac {\partial }{\partial t}}+\mathbf {u} \cdot \nabla }
donde {\displaystyle \mathbf {u} } es la velocidad de fluido.  El primer término del segundo miembro de la ecuación es la derivada euleriana ordinaria, es decir, la derivada en un marco de referencia fijo, que representa los cambios en un punto con respecto al tiempo, mientras que el segundo término representa los cambios de una cantidad con respecto a la posición (véase advección). Esta derivada especial es de hecho la derivada ordinaria de una función de muchas variables a lo largo de un camino que sigue el movimiento del fluido; puede derivarse mediante la aplicación de la regla de la cadena en la que se comprueba el cambio de todas las variables independientes a lo largo del camino, es decir, la derivada total.
Por ejemplo, la medición de los cambios en la velocidad del viento en la atmósfera puede obtenerse con la ayuda de un anemómetro en una estación meteorológica o mediante la observación del movimiento de un globo meteorológico. El anemómetro en el primer caso está midiendo la velocidad de todas las partículas en movimiento que pasan a través de un punto fijo en el espacio, mientras que en el segundo caso el instrumento está midiendo los cambios en la velocidad a medida que se mueve con el flujo.

## Ecuaciones de continuidad
Las ecuaciones de Navier-Stokes son unas ecuaciones especiales de continuidad. Estas ecuaciones de continuidad se derivan de los principios de conservación de:
- la masa
- la cantidad de movimiento
- la energía

Una ecuación de continuidad (o ley de conservación) es una relación integral que establece que la tasa de cambio de alguna propiedad integrada {\displaystyle \phi } definida sobre un volumen de control {\displaystyle \Omega } debe ser igual a la cantidad que se pierde o se gana a través de los límites {\displaystyle \Gamma } del volumen más lo que se crea o se consume por las fuentes y sumideros dentro del volumen. Esto se expresa mediante la siguiente ecuación de continuidad integral:
{\displaystyle {\frac {d}{dt}}\int _{\Omega }\phi \ d\Omega =-\int _{\Gamma }\phi \mathbf {u\cdot n} \ d\Gamma -\int _{\Omega }s\ d\Omega }
donde 
- {\displaystyle \mathbf {u} } es la velocidad de flujo del fluido,
- {\displaystyle \mathbf {n} } es el vector normal de la unidad que apunta hacia afuera,
- {\displaystyle s} representa las fuentes y sumideros en el flujo, tomando los sumideros como positivos.

El teorema de divergencia puede aplicarse a la integral de superficie, convirtiéndola en una integral de volumen:
{\displaystyle {\frac {d}{dt}}\int _{\Omega }\phi \ d\Omega =-\int _{\Omega }\nabla \cdot (\phi \mathbf {u} )\ d\Omega -\int _{\Omega }s\ d\Omega .}
Aplicando el teorema de transporte de Reynolds a la integral de la izquierda y luego combinando todas las integrales:
{\displaystyle \int _{\Omega }{\frac {\partial \phi }{\partial t}}\ d\Omega =-\int _{\Omega }\nabla \cdot (\phi \mathbf {u} )\ d\Omega -\int _{\Omega }s\ d\Omega \qquad \Rightarrow \qquad \int _{\Omega }\left({\frac {\partial \phi }{\partial t}}+\nabla \cdot (\phi \mathbf {u} )+s\ \right)d\Omega =0.}
La integral debe ser cero para cualquier volumen de control; esto sólo puede ser cierto si la integral en sí es cero, de modo que:
{\displaystyle {\frac {\partial \phi }{\partial t}}+\nabla \cdot (\phi \mathbf {u} )+s=0.}
A partir de esta valiosa relación (una ecuación de continuidad muy genérica), pueden escribirse concisamente tres conceptos importantes: conservación de la masa, conservación del impulso y conservación de la energía. La validez se conserva si {\displaystyle \phi } es un vector, en cuyo caso el producto vectorial en el segundo término será un tensor diádico.

## Conservación del momento
Se obtiene una ecuación para el campo de velocidades del fluido cuando se aplica la relación de conservación del momento. Cuando la propiedad intensiva {\displaystyle \phi } se considera como el flujo de masa, o también la densidad de momento, es decir, el producto de la densidad de masa y la velocidad de flujo, o sea {\displaystyle \phi } = {\displaystyle \rho \mathbf {u} }, sustituyendo  en la ecuación general de continuidad, última del apartado anterior se obtiene:
{\displaystyle {\frac {\partial }{\partial t}}(\rho \mathbf {u} )+\nabla \cdot (\rho \mathbf {u} \otimes \mathbf {u} )=\mathbf {s} }
donde {\displaystyle \mathbf {u} \otimes \mathbf {u} } es un  producto diádico, un caso especial de producto tensorial, que da lugar a un tensor de segundo rango; la  divergencia de un tensor de segundo rango es de nuevo un vector (un tensor de primer rango).
Usando la fórmula para la divergencia de un producto diádico,
{\displaystyle \nabla \cdot (\mathbf {a} \otimes \mathbf {b} )=(\nabla \cdot \mathbf {a} )\mathbf {b} +\mathbf {a} \cdot \nabla \mathbf {b} }
y entonces se tiene:
{\displaystyle \mathbf {u} {\frac {\partial \rho }{\partial t}}+\rho {\frac {\partial \mathbf {u} }{\partial t}}+\mathbf {u} \mathbf {u} \cdot \nabla \rho +\rho \mathbf {u} \cdot \nabla \mathbf {u} +\rho \mathbf {u} \nabla \cdot \mathbf {u} =\mathbf {s} }
Nótese que el gradiente de un vector es un caso especial de la derivada covariante, la operación da como resultado tensores de segundo rango; excepto en las coordenadas cartesianas, es importante entender que no se trata simplemente de un gradiente elemento por elemento. Reordenando y reconociendo que {\displaystyle \mathbf {u} \cdot \nabla \rho +\rho \nabla \cdot \mathbf {u} =\nabla \cdot (\rho \mathbf {u} )}:
{\displaystyle \mathbf {u} \left({\frac {\partial \rho }{\partial t}}+\mathbf {u} \cdot \nabla \rho +\rho \nabla \cdot \mathbf {u} \right)+\rho \left({\frac {\partial \mathbf {u} }{\partial t}}+\mathbf {u} \cdot \nabla \mathbf {u} \right)=\mathbf {s} }
{\displaystyle \mathbf {u} \left({\frac {\partial \rho }{\partial t}}+\nabla \cdot (\rho \mathbf {u} )\right)+\rho \left({\frac {\partial \mathbf {u} }{\partial t}}+\mathbf {u} \cdot \nabla \mathbf {u} \right)=\mathbf {s} }
La expresión más a la izquierda entre paréntesis es, por continuidad de masa (mostrada en un momento), igual a cero. Observando que lo que queda a la izquierda de la ecuación es la derivada material de la velocidad del flujo:
{\displaystyle \qquad \rho {\frac {D\mathbf {u} }{Dt}}=\rho \left({\frac {\partial \mathbf {u} }{\partial t}}+\mathbf {u} \cdot \nabla \mathbf {u} \right)=\mathbf {s} }
Esto parece ser simplemente una expresión de la segunda ley de Newton (F = ma) en términos de fuerza corporal en lugar de fuerzas puntuales. Cada término en cualquier caso de las ecuaciones de Navier-Stokes es una fuerza corporal. Una forma más corta aunque menos rigurosa de llegar a este resultado sería la aplicación de la regla de la cadena a la aceleración:
{\displaystyle {\begin{aligned}\rho {\frac {d}{dt}}(\mathbf {u} (x,y,z,t))=\mathbf {s} \qquad &\Rightarrow \qquad \rho \left({\frac {\partial \mathbf {u} }{\partial t}}+{\frac {\partial \mathbf {u} }{\partial x}}{\frac {dx}{dt}}+{\frac {\partial \mathbf {u} }{\partial y}}{\frac {dy}{dt}}+{\frac {\partial \mathbf {u} }{\partial z}}{\frac {dz}{dt}}\right)=\mathbf {s} \\\qquad &\Rightarrow \qquad \rho \left({\frac {\partial \mathbf {u} }{\partial t}}+u{\frac {\partial \mathbf {u} }{\partial x}}+v{\frac {\partial \mathbf {u} }{\partial y}}+w{\frac {\partial \mathbf {u} }{\partial z}}\right)=\mathbf {s} \\\qquad &\Rightarrow \qquad \rho \left({\frac {\partial \mathbf {u} }{\partial t}}+\mathbf {u} \cdot \nabla \mathbf {u} \right)=\mathbf {s} \end{aligned}}}
dónde {\displaystyle \mathbf {u} =(u,v,w)}. La razón por la que esto es "menos riguroso" es que no hemos demostrado que la elección de
{\displaystyle \mathbf {u} =\left({\frac {dx}{dt}},{\frac {dy}{dt}},{\frac {dz}{dt}}\right)}
sea correcta. Sin embargo, tiene sentido, ya que con esa elección del camino la derivada está "siguiendo" una "partícula" fluida, y para que la segunda ley de Newton funcione, las fuerzas deben ser sumadas siguiendo una partícula. Por esta razón la derivada material también se conoce como la «derivada de la partícula».

### Conservación de la masa
La masa puede ser considerada también. Cuando la propiedad intensiva {\displaystyle \phi }  se considera como la masa, por sustitución en la ecuación general de continuidad, y tomando  {\displaystyle s=0}, es decir, que no hay fuentes o sumideros de masa:
{\displaystyle {\frac {\partial \rho }{\partial t}}+\nabla \cdot (\rho \mathbf {u} )=0}
donde 
- {\displaystyle \rho } es la densidad de masa, masa por unidad de volumen, y
- {\displaystyle \mathbf {u} } es la velocidad de flujo

Esta ecuación se llama «ecuación de continuidad de masa» o simplemente "la" ecuación de continuidad. Esta ecuación generalmente acompaña a la ecuación de Navier-Stokes.
En el caso de fluido incompresible {\displaystyle {\frac {D\rho }{Dt}}=0} la ecuación se reduce a:
{\displaystyle \nabla \cdot \mathbf {u} =0}
que es de hecho una demostración de la conservación del volumen.

## Ecuación de momentum de Cauchy
La densidad genérica de la fuente de impulso {\displaystyle \mathbf {s} }, vista anteriormente, se especifica primero dividiéndola en dos nuevos términos, uno para describir las tensiones internas y otro para las fuerzas externas, como la gravedad. Examinando las fuerzas que actúan en un pequeño cubo en un fluido, se puede demostrar que
{\displaystyle \rho {\frac {D\mathbf {u} }{Dt}}=\nabla \cdot {\boldsymbol {\sigma }}+\mathbf {f} }
donde
- {\displaystyle {\boldsymbol {\sigma }}} es el tensor tensión
- {\displaystyle \mathbf {f} } representa las fuerzas del cuerpo presentes

Esta ecuación se llama la ecuación de momentum de Cauchy y describe la conservación del momento no relativista de cualquier continuo que conserve masa. {\displaystyle {\boldsymbol {\sigma }}} es un tensor simétrico de rango dos dado por sus componentes covariantes. En coordenadas ortogonales en tres dimensiones se representa como la matriz 3x3:
{\displaystyle \sigma _{ij}={\begin{pmatrix}\sigma _{xx}&\tau _{xy}&\tau _{xz}\\\tau _{yx}&\sigma _{yy}&\tau _{yz}\\\tau _{zx}&\tau _{zy}&\sigma _{zz}\end{pmatrix}}}
donde 
- {\displaystyle \sigma } es la  tensión normal
- {\displaystyle \tau } es la tensión cortante

Esta matriz se divide en dos términos:
{\displaystyle \sigma _{ij}={\begin{pmatrix}\sigma _{xx}&\tau _{xy}&\tau _{xz}\\\tau _{yx}&\sigma _{yy}&\tau _{yz}\\\tau _{zx}&\tau _{zy}&\sigma _{zz}\end{pmatrix}}=-{\begin{pmatrix}p&0&0\\0&p&0\\0&0&p\end{pmatrix}}+{\begin{pmatrix}\sigma _{xx}+p&\tau _{xy}&\tau _{xz}\\\tau _{yx}&\sigma _{yy}+p&\tau _{yz}\\\tau _{zx}&\tau _{zy}&\sigma _{zz}+p\end{pmatrix}}=-pI+{\boldsymbol {\tau }}}
dónde {\displaystyle I} es la matriz identidad de 3 x 3 y {\displaystyle {\boldsymbol {\tau }}} es el tensor de tensiones. Téngase en cuenta que la presión mecánica {\displaystyle p} es igual la tensión normal media pero con signo contrario.
{\displaystyle p=-{\frac {1}{3}}\left(\sigma _{xx}+\sigma _{yy}+\sigma _{zz}\right).}
La motivación para hacer esto es que la presión es típicamente una variable de interés, y también esto simplifica la aplicación a familias de fluidos específicos más adelante ya que el tensor más adecuado {\displaystyle {\boldsymbol {\tau }}} en la ecuación anterior debe ser cero para un fluido en reposo. Obsérvese que {\displaystyle {\boldsymbol {\tau }}} es  de traza nula. La ecuación de Cauchy puede ahora  escribirse de una forma más explícita como:
{\displaystyle \rho {\frac {D\mathbf {u} }{Dt}}=-\nabla p+\nabla \cdot {\boldsymbol {\tau }}+\mathbf {f} }
Esta ecuación aún está incompleta. Para completarla, deben hacerse las hipótesis sobre las dependencias funcionales de {\displaystyle {\boldsymbol {\tau }}} y {\displaystyle p} en el fluido concreto de estudio, es decir, se necesita una ley constitutiva para el tensor de estrés que se puede obtener para familias de fluidos específicos y sobre la presión. Algunas de estas hipótesis conducen a las  Ecuaciones de Euler, otras conducen a las ecuaciones de Navier-Stokes. Además, si se supone que el flujo es compresible, se requerirá una ecuación de estado, que probablemente requerirá además una formulación de conservación de la energía.

## Aplicación a diferentes fluidos
La forma general de las ecuaciones de movimiento no está todavía "lista para su uso", pues el tensor de tensión es todavía desconocido, por lo que se necesita más información. Esta información es normalmente algún conocimiento del comportamiento viscoso del fluido. Para diferentes tipos de flujo de fluidos esto desemboca en formas específicas de las ecuaciones de Navier-Stokes.

### Fluido newtoniano

#### Fluido newtoniano compresible
La formulación para los fluidos newtonianos proviene de una observación hecha por Newton de que, para la mayoría de los fluidos,
{\displaystyle \tau \propto {\frac {\partial u}{\partial y}}}
Para aplicar esto a las ecuaciones del Navier-Stokes, Stokes hizo tres suposiciones:
- El tensor de tensiones {\displaystyle {\boldsymbol {\tau }}} es una función lineal del tensor de tasa de deformación o, de forma equivalente, el gradiente de velocidad.
- El fluido es isótropo.
- Para un fluido en reposo, {\displaystyle \nabla \cdot {\boldsymbol {\tau }}} debe ser cero (para que se verifique la fórmula de la presión hidrostática).

La lista anterior establece el clásico argumento de que el tensor de tensión de cizallamiento, es decir, la parte de cizallamiento (simétrica) del gradiente de velocidad, es un tensor de cizallamiento puro y no incluye ninguna entrada/salida de fluido, es decir, ninguna parte de compresión/expansión. Esto significa que su traza es cero, y esto se logra restando {\displaystyle \nabla \!\cdot \!\mathbf {u} } de forma simétrica a los elementos diagonales del tensor. La contribución compresiva a la tensión viscosa se añade como un tensor diagonal separado.
La aplicación de estas suposiciones llevará a :
{\displaystyle \tau =\mu {\Big (}\nabla \mathbf {u} +(\nabla \mathbf {u} )^{T}{\Big )}+\lambda \left(\nabla \cdot \mathbf {u} \right)\mathbf {I} }
o en forma tensorial
{\displaystyle \tau _{ij}=\mu \left({\frac {\partial u_{i}}{\partial x_{j}}}+{\frac {\partial u_{j}}{\partial x_{i}}}\right)+\delta _{ij}\lambda {\frac {\partial u_{k}}{\partial x_{k}}}}
Es decir, la desviación del tensor de la tasa de deformación se identifica con la desviación del tensor de tensión, hasta un factor μ.
- {\displaystyle \delta _{ij}} es el delta de Kronecker
- {\displaystyle \mu } y {\displaystyle \lambda } son constantes de proporcionalidad asociadas con el supuesto de que la tensión depende de la deformación lineal
- {\displaystyle \mu } se llama el primer coeficiente de viscosidad o viscosidad de cizallamiento (generalmente solo llamado "viscosidad")
- {\displaystyle \lambda } es el segundo coeficiente de viscosidad o viscosidad volumétrica (y está relacionado con la viscosidad a granel )

El valor de {\displaystyle \lambda }, que produce un efecto viscoso asociado al cambio de volumen, es muy difícil de determinar, ni siquiera se conoce su signo con absoluta certeza. Incluso en flujos compresibles, el término que involucra {\displaystyle \lambda } a menudo es insignificante. Sin embargo, ocasionalmente puede ser importante incluso en flujos casi incompresibles y es motivo de controversia. Cuando se toma distinto de cero, la aproximación más común es {\displaystyle \lambda \approx -{\tfrac {2}{3}}\mu }.
Una sustitución directa de {\displaystyle \tau _{ij}} en la ecuación de conservación del momento dará lugar a las ecuaciones de Navier-Stokes, que describen un fluido Newtoniano comprimible:
{\displaystyle \rho \left({\frac {\partial \mathbf {u} }{\partial t}}+\mathbf {u} \cdot \nabla \mathbf {u} \right)=-\nabla p+\nabla \cdot \left[\mu (\nabla \mathbf {u} +(\nabla \mathbf {u} )^{T})\right]+\nabla \cdot \left[\lambda \left(\nabla \cdot \mathbf {u} \right)\mathbf {I} \right]+\rho \mathbf {g} }
La fuerza del cuerpo se ha descompuesto en densidad y aceleración externa, es decir: {\displaystyle \mathbf {f} =\rho \mathbf {g} }. La ecuación de continuidad de masa asociada es:
{\displaystyle {\frac {\partial \rho }{\partial t}}+\nabla \cdot (\rho \mathbf {u} )=0}
Además de esta ecuación, se necesita una ecuación de estado y una ecuación para la conservación de la energía. La ecuación de estado a utilizar depende del contexto, a menudo la ley de los gases ideales), la conservación de la energía tendrá la siguiente forma:
{\displaystyle \rho {\frac {Dh}{Dt}}={\frac {Dp}{Dt}}+\nabla \cdot (k\nabla T)+\Phi }
donde
- {\displaystyle h} es la entalpía
- {\displaystyle T} es la temperatura
- {\displaystyle \Phi } es una función que representa la disipación de energía debido a efectos viscosos:

{\displaystyle \Phi =\mu \left[2\left({\frac {\partial u}{\partial x}}\right)^{2}+2\left({\frac {\partial v}{\partial y}}\right)^{2}+2\left({\frac {\partial w}{\partial z}}\right)^{2}+\left({\frac {\partial v}{\partial x}}+{\frac {\partial u}{\partial y}}\right)^{2}+\left({\frac {\partial w}{\partial y}}+{\frac {\partial v}{\partial z}}\right)^{2}+\left({\frac {\partial u}{\partial z}}+{\frac {\partial w}{\partial x}}\right)^{2}\right]+\lambda (\nabla \cdot \mathbf {u} )^{2}}
Con una buena ecuación de estado y buenas funciones para la dependencia de los parámetros, como la viscosidad, de las variables, este sistema de ecuaciones parece modelar adecuadamente la dinámica de todos los gases conocidos y de la mayoría de los líquidos.

#### Fluido newtoniano incompresible
Para el caso especial (pero muy común) de flujo incompresible, las ecuaciones de impulso se simplifican significativamente. Utilizando las siguientes suposiciones:
- La viscosidad {\displaystyle \mu } es constante
- El segundo efecto de la viscosidad {\displaystyle \lambda =0}
- La ecuación simplificada de continuidad de masa {\displaystyle \nabla \cdot \mathbf {u} =0}

Estos supuestos proporcionan las ecuaciones incompresibles de Navier Stokes, que describen el fluido incompresible newtoniano:
{\displaystyle \rho \left({\frac {\partial \mathbf {u} }{\partial t}}+\mathbf {u} \cdot \nabla \mathbf {u} \right)=-\nabla p+\nabla \cdot \left[\mu (\nabla \mathbf {u} +(\nabla \mathbf {u} )^{T})\right]+\rho \mathbf {g} }
fijándose en los términos viscosos de {\displaystyle x} la ecuación del momento que se obtiene es (donde el campo de velocidades se representa como {\displaystyle \mathbf {u} =u{\hat {\mathbf {x} }}+v{\hat {\mathbf {y} }}+w{\hat {\mathbf {z} }}}):
{\displaystyle {\begin{aligned}{\frac {\partial }{\partial x}}\left[\mu (\nabla \mathbf {u} +(\nabla \mathbf {u} )^{T})\right]=&{\frac {\partial }{\partial x}}\left(2\mu {\frac {\partial u}{\partial x}}\right)+{\frac {\partial }{\partial y}}\left(\mu \left({\frac {\partial u}{\partial y}}+{\frac {\partial v}{\partial x}}\right)\right)+{\frac {\partial }{\partial z}}\left(\mu \left({\frac {\partial u}{\partial z}}+{\frac {\partial w}{\partial x}}\right)\right)\\\\&=2\mu {\frac {\partial ^{2}u}{\partial x^{2}}}+\mu {\frac {\partial ^{2}u}{\partial y^{2}}}+\mu {\frac {\partial ^{2}v}{\partial y\,\partial x}}+\mu {\frac {\partial ^{2}u}{\partial z^{2}}}+\mu {\frac {\partial ^{2}w}{\partial z\,\partial x}}\\\\&=\mu {\frac {\partial ^{2}u}{\partial x^{2}}}+\mu {\frac {\partial ^{2}u}{\partial y^{2}}}+\mu {\frac {\partial ^{2}u}{\partial z^{2}}}+\mu {\frac {\partial ^{2}u}{\partial x^{2}}}+\mu {\frac {\partial ^{2}v}{\partial y\,\partial x}}+\mu {\frac {\partial ^{2}w}{\partial z\,\partial x}}\\\\&=\mu \nabla ^{2}u+\mu {\frac {\partial }{\partial x}}{\cancelto {0}{\left({\frac {\partial u}{\partial x}}+{\frac {\partial v}{\partial y}}+{\frac {\partial w}{\partial z}}\right)}}\\\\&=\mu \nabla ^{2}u\end{aligned}}\,}
De forma similar, para las direcciones {\displaystyle y} y {\displaystyle z} del impulso, se tiene {\displaystyle \mu \nabla ^{2}v} y {\displaystyle \mu \nabla ^{2}w}.
La solución anterior es clave para derivar las ecuaciones de Navier-Stokes a partir de la ecuación de movimiento en la dinámica de fluidos cuando la densidad y la viscosidad son constantes.

### Fluidos no newtonianos
Un fluido no newtoniano es un fluido cuyas propiedades de flujo difieren en cualquier forma de las de los fluidos newtonianos. Lo más común es que la viscosidad de los fluidos no newtonianos sea una función de la tasa de cizallamiento o la historia de la tasa de cizallamiento. Sin embargo, hay algunos fluidos no newtonianos con una viscosidad independiente del cizallamiento que, sin embargo, presentan diferencias normales de tensión u otro comportamiento no newtoniano. Muchas soluciones salinas y polímeros fundidos son fluidos no newtonianos, al igual que muchas sustancias que se encuentran comúnmente como el ketchup, las natillas, la pasta de dientes, las suspensiones de almidón, la pintura, la sangre y el champú. En un fluido newtoniano, la relación entre el esfuerzo de cizallamiento y la velocidad de cizallamiento es lineal, pasando por el origen, siendo la constante de proporcionalidad el coeficiente de viscosidad. En un fluido no newtoniano, la relación entre el esfuerzo de cizallamiento y la velocidad de cizallamiento es diferente, e incluso puede ser dependiente del tiempo. El estudio de los fluidos no newtonianos se suele denominar reología. Aquí se dan algunos ejemplos.

#### Fluidos de Bingham
En los fluidos de Bingham, la situación es ligeramente diferente:
{\displaystyle {\frac {\partial u}{\partial y}}=\left\{{\begin{matrix}0&,\quad \tau <\tau _{0}\\(\tau -\tau _{0})/{\mu }&,\quad \tau \geq \tau _{0}\end{matrix}}\right.}
Estos son fluidos capaces de soportar un poco de  cizallamiento antes de que empiecen a fluir. Algunos ejemplos comunes son la pasta de dientes y la arcilla.

#### Fluido de ley de potencia
Un fluido de la ley de potencia es un fluido idealizado para el cual la tensión cortante {\displaystyle \tau } está dado por
{\displaystyle \tau =K\left({\frac {\partial u}{\partial y}}\right)^{n}}
Esta forma es útil para aproximar todo tipo de fluidos generales, incluyendo el adelgazamiento por cizallamiento (como la pintura de látex) y el espesamiento por cizallamiento (como la mezcla de agua y almidón de maíz).

## Formulación de la función de flujo
En el análisis de un flujo, a menudo es deseable reducir el número de ecuaciones y/o el número de variables. La ecuación incompresible de Navier-Stokes con continuidad de masa (cuatro ecuaciones con cuatro incógnitas) puede reducirse a una sola ecuación con una sola variable dependiente en 2D, o una ecuación vectorial en 3D. Esto es posible gracias a dos identidades de cálculo vectorial:
{\displaystyle \nabla \times (\nabla \phi )=0}
{\displaystyle \nabla \cdot (\nabla \times \mathbf {A} )=0}
para cualquier escalar diferenciable {\displaystyle \phi } y vector {\displaystyle \mathbf {A} }. La primera identidad implica que cualquier término de la ecuación de Navier-Stokes que pueda ser representado como el gradiente de un escalar desaparecerá cuando se tome el producto vectorial de la ecuación. Comúnmente, la presión {\displaystyle p} y la aceleración externa {\displaystyle \mathbf {g} } serán eliminadas, resultando en (esto es cierto tanto en 2D como en 3D):
{\displaystyle \nabla \times \left({\frac {\partial \mathbf {u} }{\partial t}}+\mathbf {u} \cdot \nabla \mathbf {u} \right)=\nu \nabla \times (\nabla ^{2}\mathbf {u} )}
donde se supone que todas las fuerzas corporales son describibles como gradientes (por ejemplo, para la gravedad), y la densidad se ha dividido de manera que la viscosidad se convierte en viscosidad cinemática.
La segunda identidad de cálculo vectorial arriba mencionada establece que la divergencia del rotacional de un campo vectorial es cero. Dado que la ecuación de continuidad de masa incompresible especifica que la divergencia de la velocidad del flujo es cero, podemos reemplazar la velocidad del flujo con el rotacional de algún vector {\displaystyle {\vec {\psi }}} de modo que la continuidad de masa siempre se satisfaga:
{\displaystyle \nabla \cdot \mathbf {u} =0\quad \Rightarrow \quad \nabla \cdot (\nabla \times {\vec {\psi }})=0\quad \Rightarrow \quad 0=0}
Así, mientras que la velocidad del flujo se represente a través de {\displaystyle \mathbf {u} =\nabla \times {\vec {\psi }}}, la continuidad de la masa está incondicionalmente satisfecha. Con esta nueva variable vectorial dependiente, la ecuación de Navier-Stokes (con el rotacional tomado como arriba) se convierte en una única ecuación vectorial de cuarto orden, que ya no contiene la variable de presión desconocida y ya no depende de una ecuación de continuidad de masa separada:
{\displaystyle \nabla \times \left({\frac {\partial }{\partial t}}(\nabla \times {\vec {\psi }})+(\nabla \times {\vec {\psi }})\cdot \nabla (\nabla \times {\vec {\psi }})\right)=\nu \nabla \times (\nabla ^{2}(\nabla \times {\vec {\psi }}))}
Aparte de contener derivadas de cuarto orden, esta ecuación es bastante complicada y por lo tanto es poco común. Obsérvese que si se omite la diferenciación cruzada, el resultado es una ecuación vectorial de tercer orden que contiene un campo vectorial desconocido (el gradiente de presión) que puede determinarse a partir de las mismas condiciones límite que se aplicarían a la ecuación de cuarto orden anterior.

### Flujo 2D en coordenadas ortogonales
La verdadera utilidad de esta formulación se ve cuando el flujo es de naturaleza bidimensional y la ecuación está escrita en un sistema general de coordenadas ortogonales, en otras palabras, un sistema donde los vectores base son ortogonales. Obsérvese que esto no limita en absoluto la aplicación a las coordenadas cartesianas, de hecho la mayoría de los sistemas de coordenadas comunes son ortogonales, incluidos los familiares como el cilíndrico y los menos conocidos como el  toroidal.
La velocidad de flujo tridimensional se expresa como (nótese que en la discusión no se han utilizado hasta ahora las coordenadas):
{\displaystyle \mathbf {u} =u_{1}\mathbf {e} _{1}+u_{2}\mathbf {e} _{2}+u_{3}\mathbf {e} _{3}}
donde {\displaystyle \mathbf {e} _{i}} son vectores básicos, no necesariamente constantes y no necesariamente normalizados, y {\displaystyle u_{i}} son componentes de la velocidad del flujo; dejemos también que las coordenadas del espacio sean {\displaystyle (x_{1},x_{2},x_{3})}.
Ahora supongamos que el flujo es 2D. Esto no significa que el flujo esté en un plano, sino que la componente de la velocidad del flujo en una dirección es cero y los componentes restantes son independientes de la misma dirección. En ese caso (tómese que la componente 3 sea cero):
{\displaystyle \mathbf {u} =u_{1}\mathbf {e} _{1}+u_{2}\mathbf {e} _{2}}
y
{\displaystyle {\frac {\partial u_{1}}{\partial x_{3}}}={\frac {\partial u_{2}}{\partial x_{3}}}=0}
La función vectorial {\displaystyle {\vec {\psi }}} todavía se define vía:
{\displaystyle \mathbf {u} =\nabla \times {\vec {\psi }}}
pero esto debe simplificarse de alguna manera también, ya que el flujo se supone 2D. Si se asumen las coordenadas ortogonales, el rotacional adquiere una forma bastante simple, y la ecuación anterior expandida se convierte:
{\displaystyle u_{1}\mathbf {e} _{1}+u_{2}\mathbf {e} _{2}={\frac {\mathbf {e} _{1}}{h_{2}h_{3}}}\left[{\frac {\partial }{\partial x_{2}}}\left(h_{3}\psi _{3}\right)-{\frac {\partial }{\partial x_{3}}}\left(h_{2}\psi _{2}\right)\right]+{\frac {\mathbf {e} _{2}}{h_{3}h_{1}}}\left[{\frac {\partial }{\partial x_{3}}}\left(h_{1}\psi _{1}\right)-{\frac {\partial }{\partial x_{1}}}\left(h_{3}\psi _{3}\right)\right]+{\frac {\mathbf {e} _{3}}{h_{1}h_{2}}}\left[{\frac {\partial }{\partial x_{1}}}\left(h_{2}\psi _{2}\right)-{\frac {\partial }{\partial x_{2}}}\left(h_{1}\psi _{1}\right)\right]}
El estudio de esta ecuación muestra que podemos establecer {\displaystyle \psi _{1}=\psi _{2}=0} y mantener la igualdad sin perder la generalidad, de modo que:
{\displaystyle u_{1}\mathbf {e} _{1}+u_{2}\mathbf {e} _{2}={\frac {\mathbf {e} _{1}}{h_{2}h_{3}}}{\frac {\partial }{\partial x_{2}}}\left(h_{3}\psi _{3}\right)-{\frac {\mathbf {e} _{2}}{h_{3}h_{1}}}{\frac {\partial }{\partial x_{1}}}\left(h_{3}\psi _{3}\right)}
la importancia aquí es que sólo un componente de {\displaystyle {\vec {\psi }}} permanece no nulo, por lo que el flujo 2D se convierte en un problema con una sola variable dependiente. La ecuación de diferenciación cruzada de Navier-Stokes se convierte en dos ecuaciones 0 = 0 y una sola ecuación significativa.
El componente restante {\displaystyle \psi _{3}=\psi } se llama función de flujo. La ecuación para {\displaystyle \psi } puede simplificarse ya que varias cantidades serán ahora igual a cero, por ejemplo:
{\displaystyle \nabla \cdot {\vec {\psi }}={\frac {1}{h_{1}h_{2}h_{3}}}{\frac {\partial }{\partial x_{3}}}\left(\psi h_{1}h_{2}\right)=0}
si los factores de escala {\displaystyle h_{1}} y {\displaystyle h_{2}} también son independientes de la coordenada {\displaystyle x_{3}}. Además, a partir de la definición del Laplaciano vectorial
{\displaystyle \nabla \times (\nabla \times {\vec {\psi }})=\nabla (\nabla \cdot {\vec {\psi }})-\nabla ^{2}{\vec {\psi }}=-\nabla ^{2}{\vec {\psi }}}
Manipulando la ecuación de diferenciación cruzada de Navier-Stokes usando las dos ecuaciones anteriores y una variedad de identidades  eventualmente obtendremos la ecuación escalar 1D para la función de la corriente:
{\displaystyle {\frac {\partial }{\partial t}}(\nabla ^{2}\psi )+(\nabla \times {\vec {\psi }})\cdot \nabla (\nabla ^{2}\psi )=\nu \nabla ^{4}\psi }
donde {\displaystyle \nabla ^{4}} es la ecuación biarmónica. Esto es muy útil porque es una única ecuación escalar autónoma que describe tanto el momento como la conservación de la masa en 2D. Las únicas otras ecuaciones que esta  ecuación diferencial parcial necesita son las condiciones iniciales y de límite.
| Derivación de la ecuación de la función de la corriente escalar |
| --- |
| Aplicando la propiedad distributiva al rotacional: {\displaystyle {\frac {\partial }{\partial t}}(\nabla \times (\nabla \times {\vec {\psi }}))+\nabla \times \left((\nabla \times {\vec {\psi }})\cdot \nabla (\nabla \times {\vec {\psi }})\right)=\nu \nabla \times (\nabla ^{2}(\nabla \times {\vec {\psi }}))} Reemplazamos el rotacional del rotacional con el Laplaciano y expandimos el término convectivo y el término viscoso: {\displaystyle -{\frac {\partial }{\partial t}}(\nabla ^{2}{\vec {\psi }})+\nabla \times \left(\nabla \left({\frac {(\nabla \times {\vec {\psi }})\cdot (\nabla \times {\vec {\psi }})}{2}}\right)+\left(\nabla \times (\nabla \times {\vec {\psi }})\right)\times (\nabla \times {\vec {\psi }})\right)=\nu (\nabla ^{2}(\nabla (\nabla \cdot {\vec {\psi }}))-\nabla ^{4}{\vec {\psi }})} Arriba, el rotacional de un gradiente es cero, y la divergencia de {\displaystyle {\vec {\psi }}} es cero, por lo que anulamos dichos términos: {\displaystyle {\frac {\partial }{\partial t}}(\nabla ^{2}{\vec {\psi }})+\nabla \times \left(\nabla ^{2}{\vec {\psi }}\times (\nabla \times {\vec {\psi }})\right)=\nu \nabla ^{4}{\vec {\psi }}} Expandimos el rotacional del producto vectorial en cuatro términos: {\displaystyle {\frac {\partial }{\partial t}}(\nabla ^{2}{\vec {\psi }})+(\nabla \times {\vec {\psi }})\cdot \nabla (\nabla ^{2}{\vec {\psi }})-(\nabla ^{2}{\vec {\psi }})\cdot \nabla (\nabla \times {\vec {\psi }})+(\nabla ^{2}{\vec {\psi }})(\nabla \cdot (\nabla \times {\vec {\psi }}))-(\nabla \times {\vec {\psi }})(\nabla \cdot (\nabla ^{2}{\vec {\psi }}))=\nu \nabla ^{4}{\vec {\psi }}} Sólo uno de los cuatro términos del rotacional expandido es distinto de cero. El segundo es cero porque es el producto escalar de dos vectores ortogonales, el tercero es cero porque contiene la divergencia de la velocidad de flujo, y el cuarto es cero porque la divergencia de un vector con sólo la componente {\displaystyle x_{3}} es cero ya que se supone que nada, excepto quizás {\displaystyle h_{3}}, depende de dicha tercera componente, por lo que nos queda: {\displaystyle {\frac {\partial }{\partial t}}(\nabla ^{2}{\vec {\psi }})+(\nabla \times {\vec {\psi }})\cdot \nabla (\nabla ^{2}{\vec {\psi }})=\nu \nabla ^{4}{\vec {\psi }}} De esta ecuación vectorial, sólo la tercera componente es una ecuación escalar significativa, pues las otras dos son trivialmente nula (son dos ecuaciones 0 = 0), por lo que nos queda: {\displaystyle {\frac {\partial }{\partial t}}(\nabla ^{2}\psi )+(\nabla \times {\vec {\psi }})\cdot \nabla (\nabla ^{2}\psi )=\nu \nabla ^{4}\psi } como queríamos obtener. |
Las suposiciones para la ecuación de la función de la corriente son:
- El flujo es incompresible y newtoniano.
- Las coordenadas son ortogonales.
- El flujo es bidimensional: {\displaystyle u_{3}={\frac {\partial u_{1}}{\partial x_{3}}}={\frac {\partial u_{2}}{\partial x_{3}}}=0}
- Los dos primeros factores de escala del sistema de coordenadas son independientes de la última coordenada: {\displaystyle {\frac {\partial h_{1}}{\partial x_{3}}}={\frac {\partial h_{2}}{\partial x_{3}}}=0}, de lo contrario, aparecen términos adicionales.

La función de flujo tiene algunas propiedades útiles:
- Ya que {\displaystyle -\nabla ^{2}{\vec {\psi }}=\nabla \times (\nabla \times {\vec {\psi }})=\nabla \times \mathbf {u} }, la vorticidad del flujo es sólo el menos laplaciano de la función del flujo.
- Las curvas de nivel de la función de flujo son  líneas de corriente.

## El tensor de tensión
La derivación de la ecuación de Navier-Stokes implica la consideración de las fuerzas que actúan sobre los elementos fluidos, de modo que una cantidad llamada la tensión mecánica aparece de forma natural en la ecuación de momentum de Cauchy. Dado que se toma la divergencia de este tensor, se acostumbra a escribir la ecuación completamente simplificada, de modo que se pierde la apariencia original del tensor de esfuerzo.
Sin embargo, el tensor de tensión todavía tiene algunos usos importantes, especialmente en la formulación de condiciones límite en superficies capilares.
Recordando que {\displaystyle \sigma =-pI+{\boldsymbol {\tau }}}, para un fluido Newtoniano el tensor de tensión es:
{\displaystyle \sigma _{ij}=-p\delta _{ij}+\mu \left({\frac {\partial u_{i}}{\partial x_{j}}}+{\frac {\partial u_{j}}{\partial x_{i}}}\right)+\delta _{ij}\lambda \nabla \cdot \mathbf {u} .}
Si se supone que el fluido es incompresible, el tensor se simplifica significativamente. En coordenadas cartesianas 3D, por ejemplo:
{\displaystyle {\begin{aligned}\sigma &=-{\begin{pmatrix}p&0&0\\0&p&0\\0&0&p\end{pmatrix}}+\mu {\begin{pmatrix}2\displaystyle {\frac {\partial u}{\partial x}}&\displaystyle {{\frac {\partial u}{\partial y}}+{\frac {\partial v}{\partial x}}}&\displaystyle {{\frac {\partial u}{\partial z}}+{\frac {\partial w}{\partial x}}}\\\displaystyle {{\frac {\partial v}{\partial x}}+{\frac {\partial u}{\partial y}}}&2\displaystyle {\frac {\partial v}{\partial y}}&\displaystyle {{\frac {\partial v}{\partial z}}+{\frac {\partial w}{\partial y}}}\\\displaystyle {{\frac {\partial w}{\partial x}}+{\frac {\partial u}{\partial z}}}&\displaystyle {{\frac {\partial w}{\partial y}}+{\frac {\partial v}{\partial z}}}&2\displaystyle {\frac {\partial w}{\partial z}}\end{pmatrix}}\\&=-pI+\mu (\nabla \mathbf {u} +(\nabla \mathbf {u} )^{T})=-pI+2\mu e\\\end{aligned}}}
{\displaystyle e} es el tensor velocidad de deformación, por definición:
{\displaystyle e_{ij}={\frac {1}{2}}\left({\frac {\partial u_{i}}{\partial x_{j}}}+{\frac {\partial u_{j}}{\partial x_{i}}}\right).}